# Tipula pseudolunata
Tipula pseudolunata är en tvåvingeart. Tipula pseudolunata ingår i släktet Tipula och familjen storharkrankar.

## Underarter
Arten delas in i följande underarter:
- T. p. pseudolunata
- T. p. spinalonga